# Alive III
Alive III – trzeci album koncertowy amerykańskiej grupy rockowej KISS wydany w 1993 roku.

## Lista utworów
1. "Creatures of the Night" (Paul Stanley, Adam Mitchell) – 4:40
  - Pierwotnie wydany na Creatures of the Night
2. "Deuce" (Gene Simmons) – 3:42
  - Pierwotnie wydany na Kiss
3. "I Just Wanna" (Vinnie Vincent, Stanley) – 4:21
  - Pierwotnie wydany na Revenge
4. "Unholy" (Vincent, Simmons) – 3:43
  - Pierwotnie wydany na Revenge
5. "Heaven's On Fire" (Stanley, Desmond Child) – 4:02
  - Pierwotnie wydany na Animalize
6. "Watchin' You" (Simmons) – 3:35
  - Pierwotnie wydany na Hotter Than Hell
7. "Domino" (Simmons) – 3:47
  - Pierwotnie wydany na Revenge
8. "I Was Made for Lovin’ You" (Stanley, Child, Vini Poncia) – 4:31
  - Pierwotnie wydany na Dynasty
9. "I Still Love You" (Vincent, Stanley) – 6:04
  - Pierwotnie wydany na Creatures of the Night
10. "Rock and Roll All Nite" (Stanley, Simmons) – 3:33
  - Pierwotnie wydany na Dressed to Kill
11. "Lick It Up" (Vincent, Stanley) – 4:18
  - Pierwotnie wydany na Lick It Up
12. "Forever" (Stanley, Michael Bolton) – 4:20
  - Pierwotnie wydany na Hot in the Shade
13. "I Love It Loud" (Vincent, Simmons) – 3:40
  - Pierwotnie wydany na Creatures of the Night
14. "Detroit Rock City" (Stanley, Bob Ezrin) – 5:11
  - Pierwotnie wydany na Destroyer
15. "God Gave Rock 'N' Roll To You II" (Stanley, Simmons, Ezrin, Russ Ballard) – 5:21
  - Pierwotnie wydany naRevenge
16. "The Star Spangled Banner" (Francis Scott Key) – 2:38
  - Uprzednio niewydany

## Informacje
- Gene Simmons – gitara basowa, wokal
- Paul Stanley – gitara rytmiczna, wokal
- Bruce Kulick – gitara prowadząca
- Eric Singer – perkusja, wokal

## Notowania
Album – Billboard (Ameryka Północna)
| Rok  | Lista         | Pozycja |
| ---- | ------------- | ------- |
| 1993 | Billboard 200 | 9       |